# Članstvo Kosova u međunarodnim športskim organizacijama
Sljedeće međunarodne športske organizacije su primile športske organizacije iz Republike Kosova u svoje članstvo.
| međunarodna športska organizacija              | članstvo   | datum primanja      |
| ---------------------------------------------- | ---------- | ------------------- |
| Međunarodna stolnoteniska federacija (ITTF)    | punopravno | 21. svibnja 2003.   |
| Međunarodna hrvačka federacija (FILA)          | pridruženo | 9. lipnja 2008.     |
| Međunarodna federacija za dizanje utega (IWF)  | punopravno | 18. lipnja 2008.    |
| Međunarodna softball federacija (ISF)          | punopravno | 12. kolovoza 2008.  |
| Međunarodna streličarska federacija (FITA)     | punopravno | 1. srpnja 2011.     |
| Međunarodna skijaška federacija (FIS)          | provizorno | 7. studenog 2011.   |
| Međunarodna judo federacija (IJF)              | punopravno | 10. travnja 2012.   |
| Europska minigolf federacija (EMF)             | punopravno | 20. travnja 2012.   |
| Međunarodna jedriličarska federacija (ISAF)    | punopravno | 8. svibnja 2012.    |
| Svjetska kurling federacija (WFC)              | provizorno | 21. listopada 2012. |
| Svjetska taekwondo federacija (WTF)            | provizorno | 14. srpnja 2013.    |
| Međunarodna unija modernog pentatlona (UIPM)   | punopravno | 29. studenog 2013.  |
| Europska rukometna federacija (EHF)            | punopravno | 20. rujna 2014.     |
| Međunarodna boksačka federacija (AIBA)         | punopravno | 14. studenog 2014.  |
| Međunarodna gimnastička federacija (FIG)       | punopravno | 30. listopada 2014. |
| Međunarodni olimpijski odbor (IOC)             | punopravno | 9. prosinca 2014.   |
| Europski olimpijski odbori (EOC)               | punopravno | 9. prosinca 2014.   |
| Svjetska karate federacija (WKF)               | provizorno | 13. prosinca 2014.  |
| United World Wrestling (UWW)                   | provizorno | 16. siječnja 2015.  |
| Svjetska organizacija vodenih športova (FINA)  | punopravno | 17. veljače 2015.   |
| Međunarodna košarkaška federacija (FIBA)       | punopravno | 13. ožujka 2015.    |
| Međunarodna kickboxing federacija (IKF)        | punopravno | 18. ožujka 2015.    |
| Tennis Europe (IKF)                            | punopravno | 28. ožujka 2015.    |
| Međunarodni atletski savez (IAAF)              | punopravno | 19. kolovoza 2015.  |
| Međunarodna zrakoplovna federacija (FAI)       | punopravno | 25. rujna 2015.     |
| Međunarodna teniska federacija (ITF)           | punopravno | 25. rujna 2015.     |
| Međunarodna biciklistička unija (UCI)          | punopravno | 25. rujna 2015.     |
| Europski atletski savez (EAA)                  | punopravno | 16. listopada 2015. |
| Međunarodni rukometni savez (IHF)              | punopravno | 7. studenog 2015.   |
| Union of European Football Associations (UEFA) | punopravno | 3. svibnja 2016.    |
| Svjetska nogometna federacija (FIFA)           | punopravno | 13. svibnja 2016.   |